# 陶斯村 (新墨西哥州)
陶斯村（英語：Taos Pueblo）是位於美國新墨西哥州陶斯縣的普查規定居民點。

## 人口
根據2020年美國人口普查的數據，陶斯村的面積為40.40平方千米，皆為陸地。當地共有人口1196人，而人口密度為每平方千米29.6人。